# Seniorentanz
Der Begriff Seniorentanz ist nicht geschützt und wird mit unterschiedlichen Definitionen benutzt:

## Im Bundesverband Seniorentanz
Im Bundesverband Seniorentanz (BVST) beruht der Begriff auf dem Leitgedanken, dass alle gemeinsam in der Gruppe tanzen, wobei Tänze mit Partnerwechsel für vielfältige Begegnung sorgen. Tänze u. a. aus der internationalen Folklore, dem Gesellschaftstanz, Line Dance, Kontratanz, Square- und Round Dance werden nach ihrer Zielgruppentauglichkeit ausgesucht und gegebenenfalls vereinfacht, um den körperlichen und geistigen Veränderungen des Alterns Rechnung zu tragen. Auch neu choreografierte Tänze gehören zum Repertoire des BVST. Die Tänze werden mit einer speziellen Methode von verbandsintern ausgebildeten Tanzleiterinnen und Tanzleitern vermittelt. Seniorentanz ist partnerunabhängig, es gibt keine Führungsrolle und keine geschlossene Tanzhaltung. Auf schnelle Drehungen und Sprünge wird verzichtet, es wird ohne Leistungsdruck und Perfektionsanspruch getanzt. Durch die innerhalb einer Tanzstunde mehrfach wechselnden Tanzformen und Aufstellungen werden Raumorientierung und Reaktionsfähigkeit, Koordination und Konzentration beansprucht. Die Art der Choreografien und des Stundenaufbaus ermöglichen und fördern den Austausch und die Kommunikation zwischen den Tänzern und das Gemeinschaftsgefühl.

## Im Gesellschaftstanzbereich

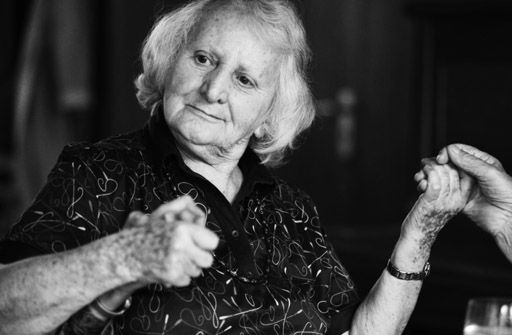
Sitztanz im Gemeinschaftsraum eines Altenheims

Im Gesellschaftstanzbereich findet sich der Seniorentanz vornehmlich im Zusammenhang mit entsprechenden Tanzveranstaltungen. Die Zielgruppe sind ältere, im Gesellschaftstanz mehr oder weniger erfahrene Menschen, demzufolge werden weitestgehend Paartänze aus dem Gesellschaftstanz (z. B. Foxtrott, Langsamer Walzer, Discofox etc.) getanzt. Der Tänzer bzw. die Dame, die die Tänzerposition besetzt, hat die Führungsrolle inne. Es wird bei Standardtänzen in geschlossener Tanzhaltung getanzt.

## Im Bereich der Altenarbeit
In der Altenarbeit wird Seniorentanz häufig mit therapeutischem Tanzen im Sitzen gleichgestellt.